# Commissione dei Dodici
La Commissione dei Dodici è una commissione paritetica istituita dallo Statuto della Regione Trentino Sudtirolo/Südtirol per dare un parere riguardo alle norme di attuazione dello Statuto, le quali sono emanate dal Governo con decreti legislativi.
La Commissione è composta da dodici membri di cui sei in rappresentanza dello Stato, due del Consiglio regionale, due del Consiglio provinciale di Trento e due del Consiglio provinciale di Bolzano. Di questi, tre devono appartenere al gruppo linguistico tedesco.
In seno alla Commissione dei dodici è istituita una speciale commissione per le norme di attuazione relative alle materie attribuite alla competenza della Provincia di Bolzano; questa seconda commissione è composta da sei membri (Commissione dei sei), di cui tre in rappresentanza dello Stato e tre in rappresentanza della Provincia autonoma di Bolzano. Uno dei membri in rappresentanza dello Stato deve appartenere al gruppo linguistico tedesco; uno di quelli in rappresentanza della Provincia autonoma di Bolzano deve appartenere al gruppo linguistico italiano.
Secondo l'articolo 108 dello Statuto tutte le norme di attuazione avrebbero dovuto essere emanate entro due anni dall'entrata in vigore dello Statuto di autonomia nel 1972, ma vista la complessità della materia ciò non è stato possibile. Per questo motivo, il periodo di tempo nel quale sono state emanate delle norme di attuazione va dal 1973 ad oggi e sulla base del concetto di "autonomia dinamica" nonché vista la necessità o l'opportunità di modificare norme di attuazione già emanate, questo processo non può quindi dirsi concluso.